# 萎鰭頰縫鯰
萎鰭頰縫鯰，為輻鰭魚綱鯰形目甲鯰科的其中一種，為熱帶淡水魚，分布於南美洲巴西Canoas河流域，體長可達9.8公分，棲息在沙石底質底層水域，生活習性不明。

## 扩展阅读
維基物種上的相關：萎鰭頰縫鯰